# Pierre Gibault

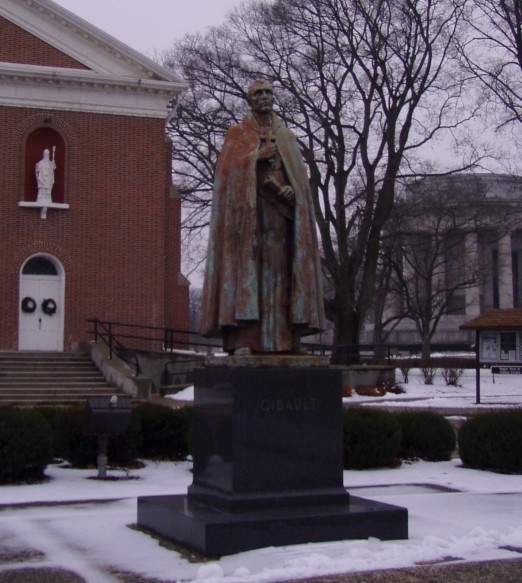
Pierre Gibault

Pierre Gibault (Montreal, 7 april 1737 – New Madrid, 16 augustus 1802) was een Canadees-Amerikaanse jezuïet actief in de missie Illinois en Missouri. Wegens zijn steun aan de Amerikaanse Onafhankelijkheidsstrijd kreeg hij de bijnaam the Patriot Priest.
Gibault werd in 1768 tot priester gewijd. Hij werd dat jaar door Jean Olivier Briand, de bisschop van Quebec, naar de missieposten op de oostelijke oever van de Mississippi in het zuiden van Illinois gestuurd. Deze posten zaten zonder priester na de dood van de franciscaan Luc Collet. Samen met de jezuïet Sebastian Meurin bediende hij de ver van elkaar gelegen missieposten (Cahokia, Kaskaskia, Prairie du Rocher). Hij steunde de Amerikaanse Onafhankelijkheidsstrijd en wist de inwoners van het gebied te overtuigen om de kant van de Amerikanen tegen de Britten te kiezen. Hiermee haalde hij zich de vijandschap van de Britten en van zijn bisschop in Quebec op de hals.
Door de instroom van protestantse immigranten in het gebied ontstond een antikatholiek klimaat. Gibault vroeg zijn overplaatsing naar Quebec maar dit werd hem geweigerd door de bisschop. Hij kreeg wel een nieuwe parochie in New Madrid in Missouri.